# Adolf Butenandt
Adolf Friedrich Johann Butenandt, nemški biokemik, nobelovec, * 24. marec 1903, Lehe, Nemčija, † 18. januar 1995, München.
Butenandt je prepoznan kot eden vodilnih raziskovalcev hormonov 20. stoletja. Leta 1939 je prejel Nobelovo nagrado za kemijo za svoje delo na spolnih hormonih, skupaj z Lavoslavom Ružičko, ki je raziskal sintezo več novih steroidnih hormonov. Sprva je bil prisiljen nagrado zavrniti, saj je Adolf Hitler prepovedal državljanom Tretjega rajha sprejemati Nobelove nagrade, prejel jo je šele več let po koncu druge svetovne vojne. Butenandt je prav tako zaslužen za odkritje in poimenovanje sviloprejkinih feromonov.

## Življenje
Rodil se je v vasi Lehe blizu Bremerhavna na severu Nemčije kot drugi otrok kovača. Bil je bolehen, a zvedav otrok, ki se je že v osnovni šoli začel ukvarjati z biologijo in kemijo. Njegovo šolanje je prekinila prva svetovna vojna, med katero je pomagal v poljskih bolnišnicah. Kljub finančnim težavam zaradi gospodarske recesije v Nemčiji se je vpisal na Univerzo v Marburgu, kjer se je poleg študija ukvarjal tudi s športom (predvsem sabljanjem). Vpisal je tako biološke kot kemijske predmete, proti koncu študija pa se je po nasvetu učiteljev bolj posvetil kemiji. Leta 1921 je opravil zaključni izpit (ustreznica današnji diplomi) in vpisal doktorski študij na Univerzi v Göttingenu.
Tam se je pridružil raziskovalni skupini kasnejšega nobelovca  Adolfa Windausa. Raziskoval je različne naravne spojine in doktoriral leta 1927. Prav Adolf Windaus mu je dal idejo za delo s hormoni, ki jih izločajo jajčniki. Leta 1931 je na podlagi raziskovalnih uspehov dobil habilitacijo za predavatelja v Göttingenu in na tem položaju nadaljeval z raziskavami steroidnih hormonov. V tem času se je poročil s sodelavko Eriko von Ziegner, par je imel sedem otrok.
Kasneje je prevzel mesto profesorja organske kemije in direktorja inštituta za kemijo na Tehniški visoki šoli v Danzigu (Danes Politehnika v Gdansku). Sredi 1930. let je odšel na raziskovalni obisk več laboratorijev v Združenih državah Amerike, kjer je zavrnil mesto predavatelja na Univerzi Harvard. Namesto tega je ob vrnitvi postal direktor Inštituta cesarja Viljema za biokemijo v Berlinu in častni profesor na tamkajšnji univerzi. Njegovo imenovanje za direktorja je bilo posledica ugodnega spleta okoliščin, saj oblastem ni bil pogodu ker ni bil izpričan nacionalsocialist (njegov predhodnik je bil odstavljen zaradi judovskega porekla), a je bil edini primeren kandidat, ki so ga podprli nekateri najuglednejši znanstveniki. 
Med vojno je pod njegovim vodstvom inštitut, ena vodilnih znanstvenih ustanov v državi, tesno sodeloval z oblastmi in je opravljal tudi raziskave v vojaške namene (npr. potencial dodajanja hormonov za izboljšanje počutja podmorničarjev in katalizatorja tvorbe rdečih krvničk za letalce v velikih višinah), kar mu je občutno koristilo saj so bili projekti opredeljeni kot nujni za vojna prizadevanja, so se pa raziskave upočasnile zaradi odhoda raziskovalcev v vojsko. Poleg tega obstajajo dokazi, da je bil posredno vpleten v poskuse na zapornikih v koncentracijskih taboriščih. Butenandt sam je sčasoma postal Hitlerjev podpornik, vključil se je tudi v Nacionalsocialistično nemško delavsko stranko, kar je prav tako prineslo politične koristi tako njemu osebno kot inštitutu. Kljub temu je moral leta 1939, ko je Nobelov sklad oznanil, da je Butenand prejemnik Nobelove nagrade za kemijo, to priznanje odkloniti zaradi stališča vodstva Tretjega rajha o Nobelovih nagradah. Prevzel ga je lahko šele po vojni leta 1949, le do denarnega dela nagrade po pravilih sklada ni bil več upravičen.
Tik pred koncem druge svetovne vojne je postal profesor na Univerzi v Tübingenu, kamor je preselil tudi inštitut da bi se izognil rednemu zavezniškemu bombardiranju Berlina. Po vojni je bila Družba cesarja Viljema (Kaiser-Wilhelm-Gesellschaft) preoblikovana v Družbo Maxa Plancka (Max-Planck-Gesellschaft), v tem okviru je bil tudi njegov inštitut preoblikovan v Inštitut Maxa Plancka za biokemijo. Takrat je dobil velikodušno ponudbo za profesuro na švicarski Univerzi v Baslu, ki pa jo je odklonil, saj je želel sodelovati pri obnovi znanosti v povojni Nemčiji. Leta 1952 je sprejel ponudbo in odšel na Univerzo v Münchnu. Leta 1960 je odstopil kot profesor, saj je postal predsednik Družbe Maxa Plancka in je v tej vlogi sodeloval pri upravljanju nemške znanosti 12 let. Zaradi svojega sodelovanja z nacističnim režimom je bil po vojni velikokrat kritiziran, čeprav posledic ni občutil.

## Delo
Raziskovanje hormonov iz jajčnikov je najprej vodilo v odkritje estrogena (Butenand ga je sprva poimenoval proginon), nato pa razkritje kemične zgradbe drugih primarnih ženskih hormonov - estrona in estriola, ki so bili ekstrahirani iz tisočih litrov urina nosečnic. Ekstrakte je priskrbela farmacevtska družba Schering, Butenand pa je nato s kristalizacijo izoliral nekaj miligramov aktivne spojine. Po selitvi v Göttingen se je posvetil moškim spolnim hormonom in, znova iz ekstrakta tisočih litrov urina, pridobil ter z biološkim testom potrdil aktivnost nekaj deset miligramov androsterona, ki mu je tudi pravilno določil kemično zgradbo. Naslednji subjekt je bil progesteron, izoliran iz množice jajčnikov samic prašičev. Pri ugotavljanju njegove zgradbe ga je leta 1934 prehitel drug raziskovalec, je pa Butenand potrdil odkritje z umetno sintezo te snovi. Tako je v šestih letih, pred dopolnjenim 30. letom starosti, okarakteriziral vse tri razrede spolnih hormonov.
V Berlinu je raziskave razširil na vidne pigmente pri žuželkah in na podlagi odkritij njihove biosinteze prvi formuliral teorijo, da vsak encim kodira točno en gen v genskem zapisu organizma. Takrat je začel tudi z dolgoletnim projektom raziskav hormonov, udeleženih pri levitvi žuželk, za kar je izbral sviloprejke kot model. Ta podvig je bil zaradi izredno majhne količine in zapletene kemične zgradbe snovi najzahtevnejši in je do konca zahteval eno tono bub sviloprejk. Njegov zadnji pomembnejši znanstveni dosežek je bila izolacija in karakterizacija kemične zgradbe spolnega feromona sviloprejk, ki je prav tako zahtevala dolgoleten trud z izolacijo. Po tistem se je ukvarjal predvsem z upravljanjem in reorganizacijo znanosti v povojni Nemčiji.